# Xã Milford, Quận Brown, Minnesota
Xã Milford (tiếng Anh: Milford Township) là một xã thuộc quận Brown, tiểu bang Minnesota, Hoa Kỳ. Năm 2010, dân số của xã này là 694 người.